# Michael (Leslie) Rowe
Pour les articles homonymes, voir Rowe.
Michael (Leslie) Rowe (né en 1971 dans la ville de Ballarat, en Australie) est un scénariste et réalisateur australo mexicain. Ses études sont faites en littérature anglaise post-coloniale à l'université La Trobe de Melbourne. Il commence sa carrière artistique comme poète, gagnant le Melbourne Fringe Festival Poetry Prize.  Il passe ensuite au théâtre, pour lequel il signe trois pièces. C'est à l'âge de 23 ans, qu'il part en voyage pour le Mexique en 1994, un pays qu’il habite toujours aujourd'hui.
Il gagne sa vie comme journaliste. En parallèle, il étudie la scénarisation dès 1998 au sein de l'atelier de scénarisation de Vicente Leñero. En 2005, un de ses premiers scénarios Naturaleza muertas se méritera un prix de la part de l'Instituto Mexicano de Cinematografía. C'est en 2006 qu'il réalise son premier court métrage, Cacahuates. Silencio suivra en 2007. Bien que l'anglais soit sa langue maternelle, jusqu'à 2014, l'ensemble de l’œuvre cinématographique de ce réalisateur est en espagnol. Son premier film en anglais est Early Winter.
En 2010, Michael Rowe réalise Année bissextile (Año Bisiesto), un film qui lui vaudra la Caméra d'Or au festival de Cannes cette année-là, prestigieux prix remis au réalisateur du meilleur premier long métrage. La critique salue aussi le film.

## Théâtre
- Impudence and Innocence (1993)
- Reprise for Godot (1993)

## Longs métrages
- 2010 : Année bissextile, Caméra d'Or 2012 au Festival de Cannes.
- 2013 : Manto Aquifero
- 2015 :  Early Winter prix  Venice Days des  Journées des Auteurs de la Mostra de Venise